# Antonio Bellavia
Padre Antonio Bellavia (Caltanissetta, 1592 – Capitanato del Pernambuco, 4 agosto 1633) è stato un presbitero e missionario italiano.

## Biografia
Antonio Bellavia nacque a Caltanissetta nel 1592. Fin da giovanissimo mostrò una spiccata vocazione religiosa, radunando bambini in casa propria per insegnare loro i rudimenti della fede. Dopo aver compiuto studi in teologia, retorica e filosofia presso i collegi di Caltanissetta e Messina, nel 1619 si unì alla compagnia di Gesù, iniziando un periodo di noviziato a Palermo. Proseguì il suo percorso spirituale sotto la guida del padre Sparacino, guadagnandosi il soprannome di Luigi Gonzaga siciliano per le virtù dimostrate. Si spostò in seguito al collegio di Noto, in qualità di professore, facendosi apprezzare anche in questo ruolo. Fu ordinato sacerdote nel 1622, nella Cattedrale di Caltanissetta. Di lì a poco si trasferì a Roma per proseguire gli studi e, il 26 luglio, si unì alla missione per l'evangelizzazione dei popoli in Brasile, dove arrivò il 17 settembre successivo  in compagnia di altri tre missionari. Lo stesso Bellavia scrisse un resoconto al riguardo, intitolato Missâo dos Mares Verdes que fêz o Padre João Martins e por seu companheiro o Padre António Bellavia por ordem do Padre Domingos Coelho Provincial na era de 1624

### La morte
Antonio Bellavia fu aggregato, in qualità di assistente spirituale, all'esercito portoghese mandato  nel 1631 a combattere contro gli olandesi a Pernambuco; due anni dopo, trovatosi ad assistere moribondi e feriti nel mezzo di una battaglia, "fu ucciso dagli eretici Olandesi con tre colpi di scimitarra alla gola e da due fendenti in testa", come riporta Carlo Lombardo nel libro Vita del Padre Antonio Bellavia.

## Ritratti
- Ignoto siciliano, XVII secolo. Ritratto custodito all'interno della Cattedrale di Caltanissetta. Questo quadro fu commissionato in seguito alla notizia della sua morte in Brasile[3]. Il sacerdote viene raffigurato a mezzobusto nel momento del martirio, con il giglio nella mano destra e con la sinistra indica il monogramma IHS, ovvero Iesus Hominum Salvator, simbolo della compagnia di Gesù. In basso troviamo un'iscrizione che recita così:[4]

THEOLOGICA PALÆSTRA AD BRASILICAS EXPEDITIONES... IN MISSION...
dalla palestra teologica del Collegio di Palermo
alle spedizioni brasiliane...nelle missioni...
fortissimo soldato di Cristo morì... a Gloria di Dio...»
(Ignoto siciliano, XVII secolo)
L'iscrizione del quadro si presenta danneggiata nei margini e nell'ultimo rigo, dove, presumibilmente, doveva essere scritta la data di morte. Dalle parole leggibili rimaste si evince una ricostruzione della sua vita, narrata dalle parecchie biografie edite su di lui.
- L'incisore Mathias Tanner raffigurò il momento del martirio di Antonio Bellavia nel suo libro Societas Jesu usque ad sanguinis et vitæ profusionem militans[5].

## Omaggi
- A San Paolo del Brasile gli è stata dedicata una via.